# ホセ・ルイス・バリェステル (セーリング)
ホセ・ルイス・バリェステル・トゥリエサ（José Luis Ballester Tuliesa、1968年8月17日 - ）は、スペイン・カステリョン県ビナロス出身の男子セーリング競技選手。スペインには1969年生まれの競泳選手としてホセ・ルイス・バリェステルがおり、1996年アトランタオリンピックには2人のホセ・ルイス・バリェステルが出場した。

## 経歴
地中海に面したカステリョン県ビナロス出身。1996年アトランタオリンピックのセーリング競技ではフェルナンド・レオン・ボワシエと組んだトーネード級で金メダルを獲得した。